# Tachina trigonophora
Tachina trigonophora är en tvåvingeart som beskrevs av Zimin 1980. Tachina trigonophora ingår i släktet Tachina och familjen parasitflugor.
Artens utbredningsområde är Nordkorea. Inga underarter finns listade i Catalogue of Life.